# Kasuár
Kasuár (Casuarius) je rod velkých nelétavých ptáků z čeledi kasuárovitých (Casuariidae), jehož zástupci se vyskytují v tropických deštných pralesích na Nové Guineji, severní a východní Austrálii.
S kasuáry se člověk potýkal odedávna a podle některých archeologických nálezů možná dávní obyvatelé Nové Guiney tyto ptáky mohli lovit a dokonce i odchovávat z ukořistěných vajec.

## Druhy kasuárů

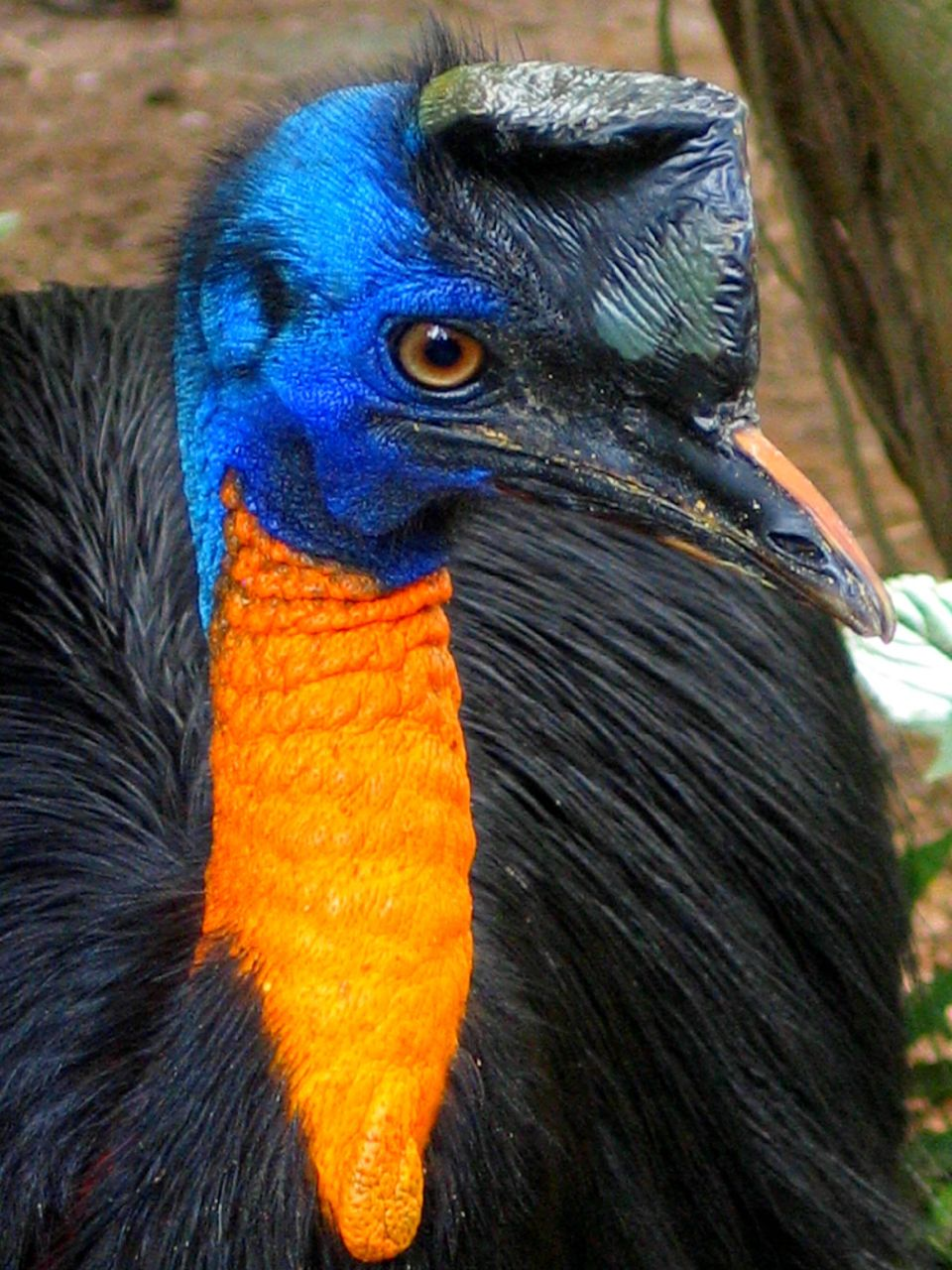
Kasuár jednolaločný

Jsou známy celkem tři druhy z rodu Casuarius:

Kasuár přílbový (Casuarius casuarius) žije v Austrálii a na Nové Guineji. 

Kasuár jednolaločný (Casuarius unappendiculatus) žije na Nové Guineji a na Nové Británii.

Kasuár menší (Casuarius bennetti) je nejmenší z těchto tří druhů. Žije pouze na Nové Guineji. Váží až 25 kg a je až 1 m vysoký.

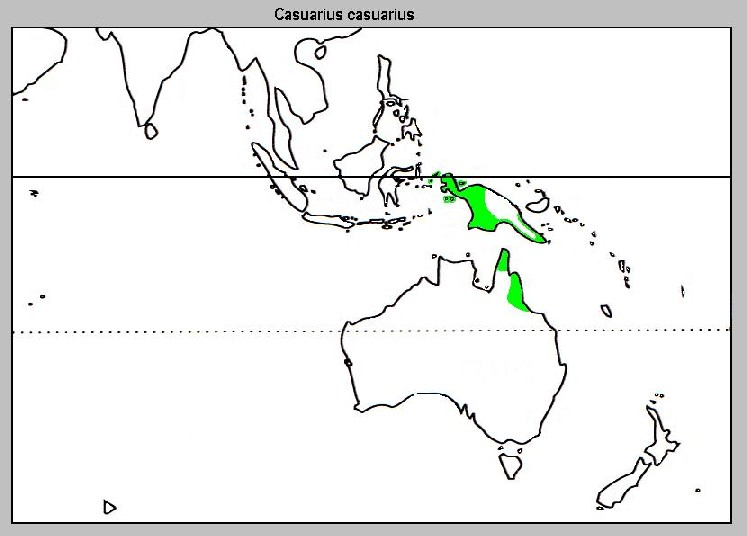
Oblast výskytu kasuára přílbového
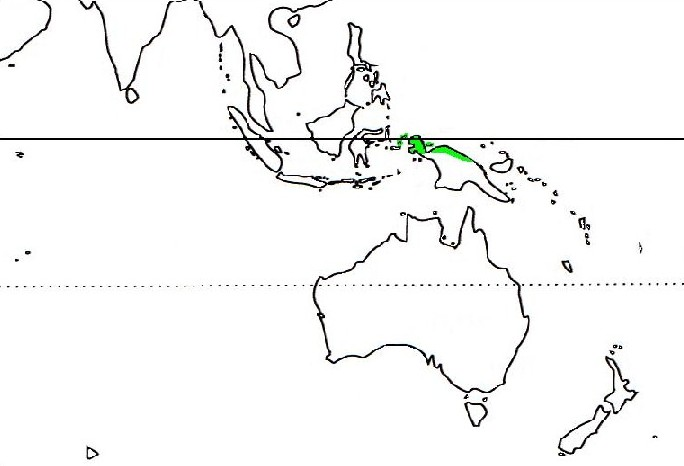
Oblast výskytu kasuára jednolaločného
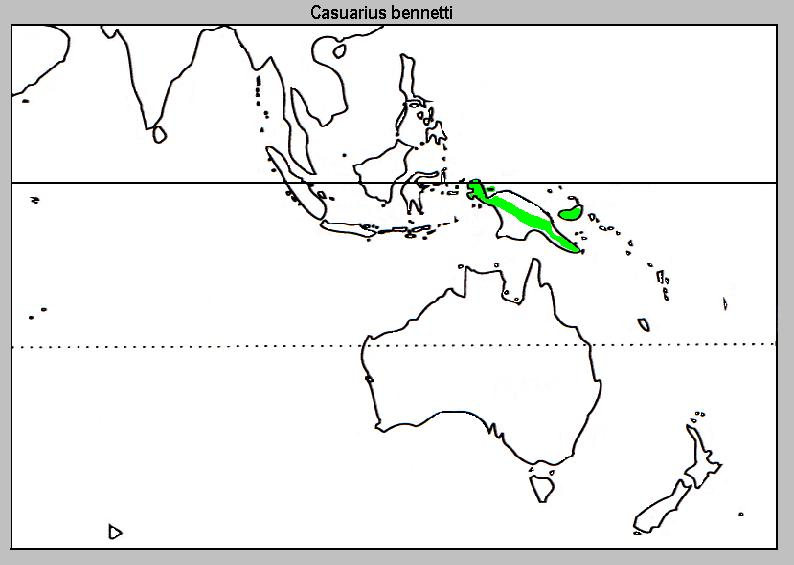
Oblast výskytu kasuára menšího

## Popis

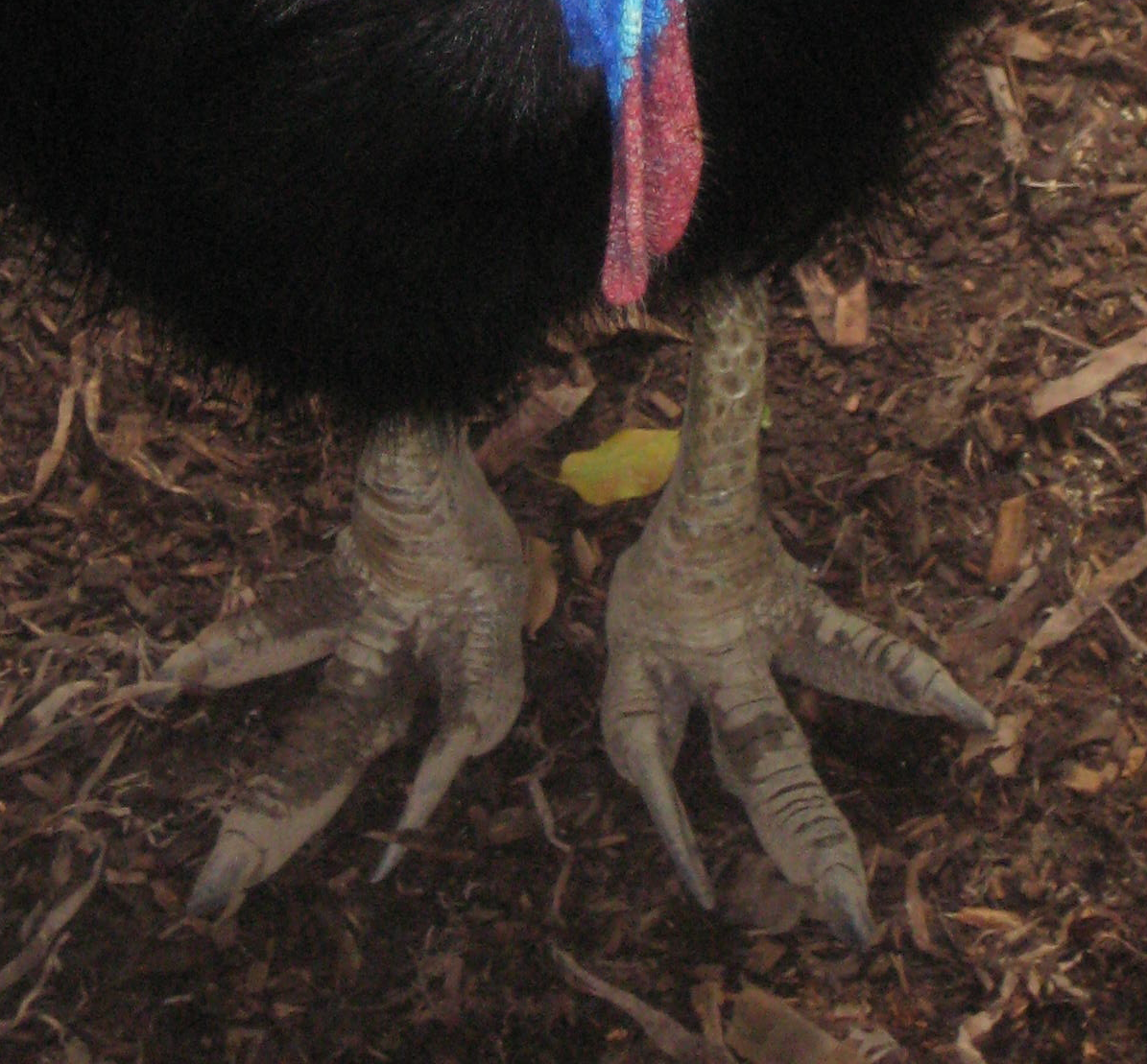
Kasuárové mají velmi ostré drápy

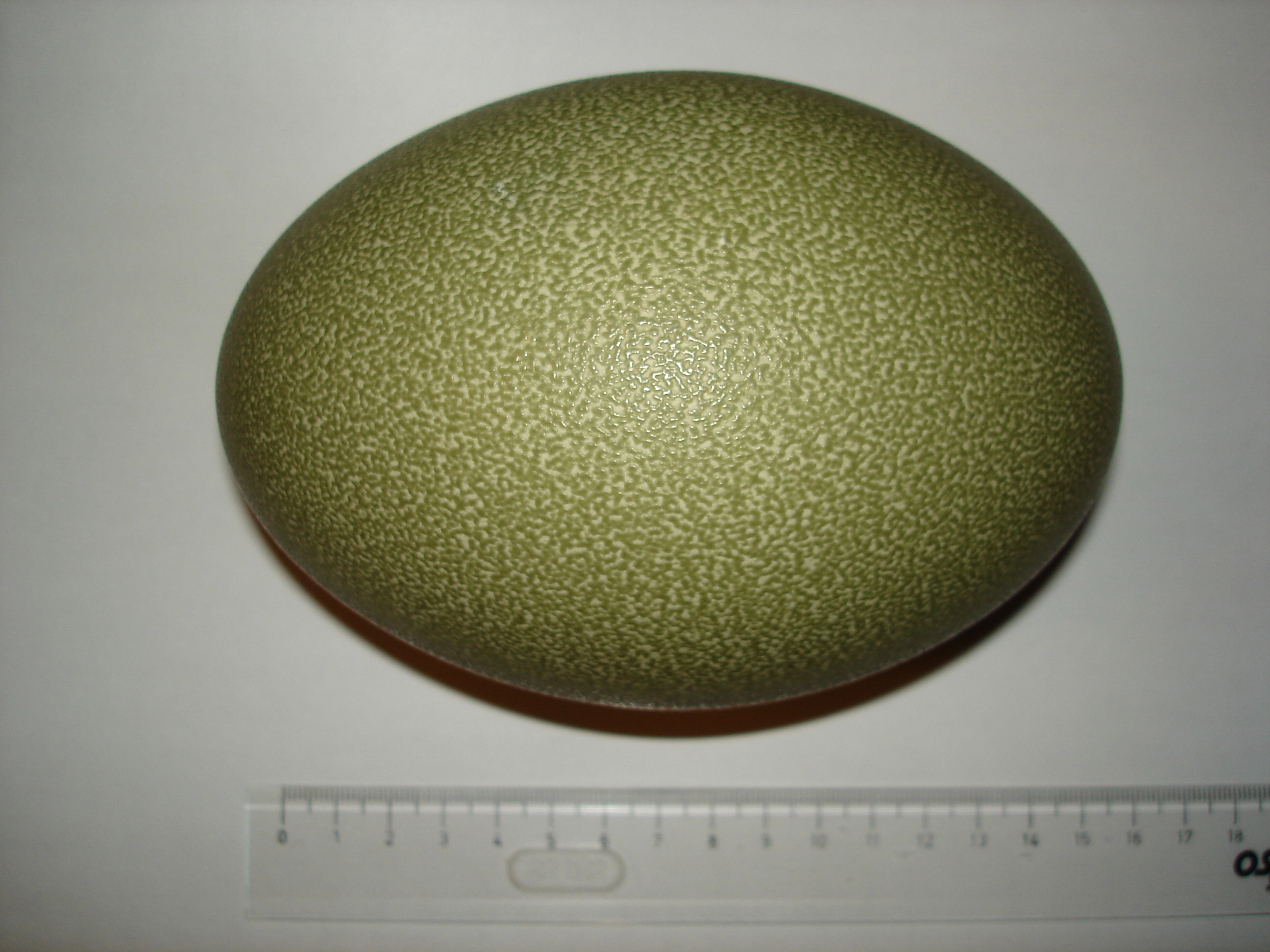
Kasuáří vejce

Kasuár přílbový je největší suchozemský tvor v Austrálii, druhý nejtěžší po pštrosovi a třetí nejvyšší pták na světě po pštrosovi a emu. Samice jsou větší a jsou pestrobarevnější než samci. Dospělý kasuár přílbový má na výšku 1,5 až 1,8 m, výjimečně mohou mít některé samice i přes dva metry. Váží asi 70 kg. Mají červené, modré, fialové a žluté krky. Kasuárovi přílbovému visí na krku dva laloky volné kůže, kasuárovi jednolaločnému jeden a kasuárovi menšímu žádný.
Kasuárové mají tři prsty na každé noze a na každém z nich je jeden velice ostrý dráp. Dráp na prostředním prstu může měřit až 120 mm a slouží jako zbraň. Útoky kasuárů na lidi jsou vcelku časté, nicméně poslední smrtelný útok je datován do roku 1926. Chovatelé kasuárů dobře vědí, že tito velcí nelétaví ptáci jsou velmi agresivní a útočí často i bez zjevného důvodu. Kasuáři mohou vyvinout rychlost až 50 km/h, mohou vyskočit až 1,5 m vysoko a umějí dobře plavat.
Samec sedí po dobu dvou měsíců na třech až osmi světle modrozelených vejcích, která váží až 600 gramů, přesto jsou menší než vejce pštrosa a emu. Samec se o mladé stará po celou dobu sám, včetně sezení na vejcích, bez přispění samice. Kuřata mají na těle po devět měsíců hnědé proužky. Samice partnery obměňují, každý rok se páří se dvěma nebo třemi ptáky.
V roce 2010 byl poprvé zachycen kasuár ve výskoku na filmovou kameru. O kopech ve výskoku, kterými se tito ptáci brání, se vědělo již dříve, dosud ale chyběl přímý filmový záznam takové aktivity.

## Casque (hřebínek)

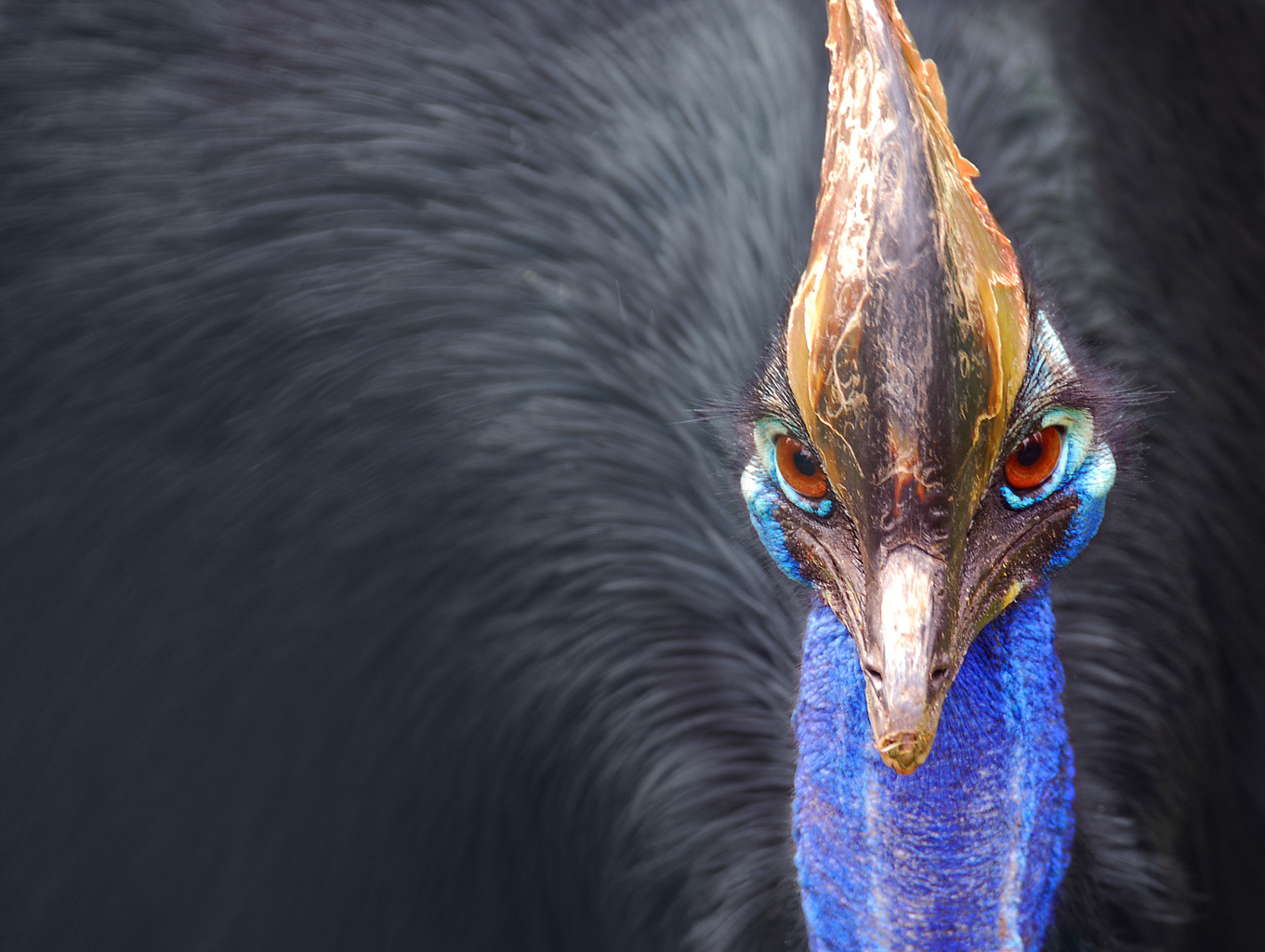
Detail kasuáří hlavy

Všechny tři typy kasuárů mají na lebce zvláštní keratinový výběžek, tzv. casque. Existuje několik teorií a hypotéz o účelu a původu casque, tady je výčet jen několika z nich:
- může sloužit k rozhrnování hustých větví v pralese,
- může fungovat jako zbraň v boji proti jiným kasuárům (jako např. parohy u jelenů),
- může fungovat jako prasečí rypák, kasuáři tím prohrabávají zemi a hledají potravu,
- může sloužit k ochraně, aby si moc nepoškodili hlavu, pokud narazí do stromu.[10]
- může se také jednat o prostředek termoregulace[11]

Biolog Andrew Mack kasuáry pozoroval a s mnoha z těchto tvrzení nesouhlasil. Myslel si, že casque hraje roli v kasuářím sluchu a komunikaci. Zjistil, že kasuár menší a přílbový vydávají velmi nízký zvuk, je to nejnižší známý ptačí zvuk, který mohou lidé slyšet. Ptáci nežijí v hejnech, jsou samotáři, takže tento zvuk by mohl být způsob, jak spolu mohou komunikovat na velkou vzdálenost v hustých pralesích. Vědci se domnívají, že spolu podobně komunikovali dinosauři. Novějším názorem na funkci hřebínku je, že šlo o útvar pomáhající při termoregulaci.
Tvar a asymetričnost hřebínku jsou vnitrodruhově (morfologicky) variabilní.

## Potrava a ohrožení

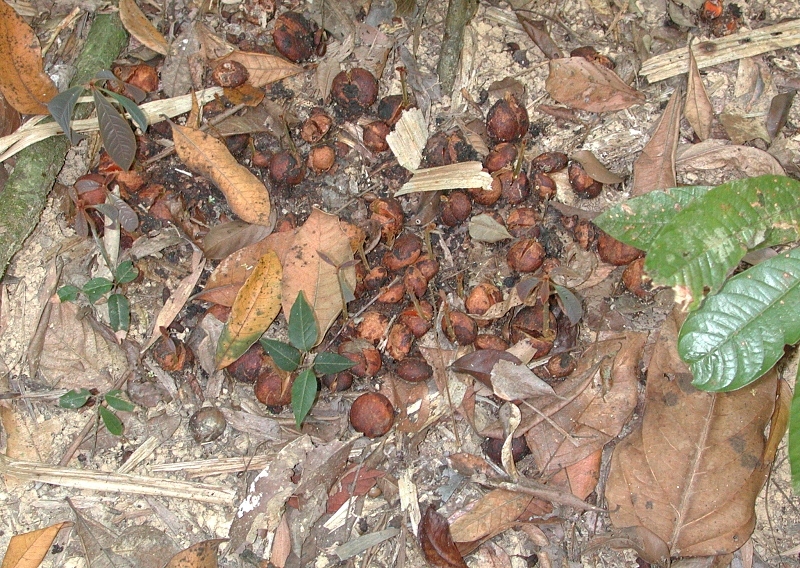
Kasuáří výkaly, ve kterých jsou semena rostlin

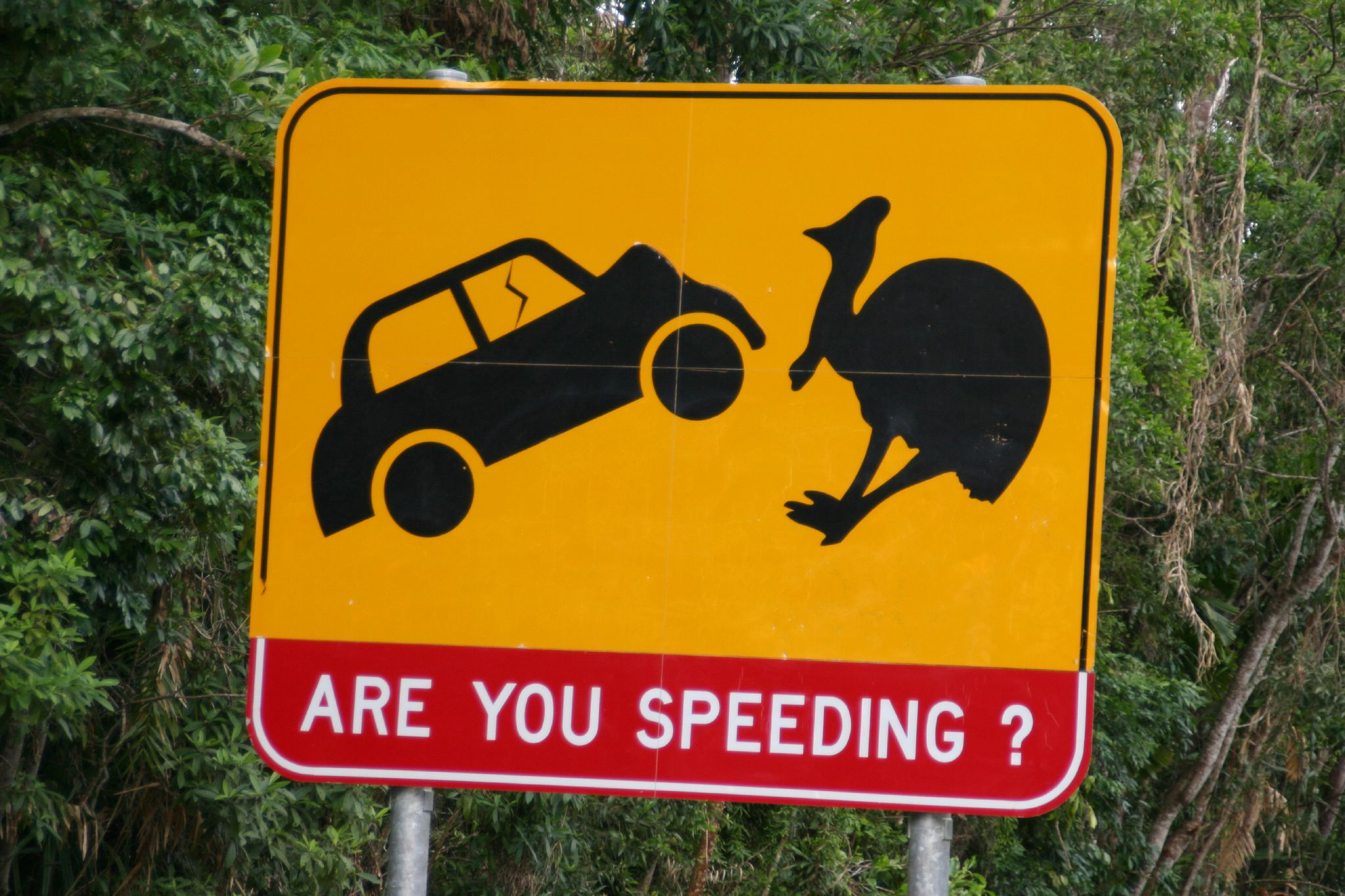
Dopravní značka varující před kasuáry

Hlavní složkou jejich potravy je ovoce, ale například i bezobratlí šneci, houby, kapradiny a květiny. Patří mezi důležité roznašeče semen. Všechny tři druhy kasuárů se vyskytují na ploše asi 700 ha, takže je přenáší na relativně velkou vzdálenost. Nejméně 70 druhů rostlin potřebuje na přenos semen právě kasuáry, jejich semena jsou totiž na ostatní zvířata moc velká nebo jsou pro ně jedovatá.
Podle australské vlády je kasuár přílbový ohrožený. Vědci se domnívají, že v Austrálii žije cca 1200 až 1500 jedinců. Mnoho oblastí, kde žili, se pro ně stalo neobyvatelnými z důvodu zemědělství apod. Kasuár jednolaločný je také na Nové Guineji zranitelný, počet jedinců se zde odhaduje na 2500 až 10000.